# Alton (Utah)
Alton és una població del Comtat de Kane (Utah) als Estats Units d'Amèrica.

## Demografia
Segons el cens del 2000, Alton tenia 134 habitants, 34 habitatges, i 26 famílies. La densitat de població era de 139,8 habitants per km².
Dels 34 habitatges en un 50% hi vivien nens de menys de 18 anys, en un 73,5% hi vivien parelles casades, en un 2,9% dones solteres, i en un 23,5% no eren unitats familiars. En el 20,6% dels habitatges hi vivien persones soles el 8,8% de les quals corresponia a persones de 65 anys o més que vivien soles. El nombre mitjà de persones vivint en cada habitatge era de 3,94 i el nombre mitjà de persones que vivien en cada família era de 4,81.
Per edats la població es repartia de la següent manera: un 45,5% tenia menys de 18 anys, un 9% entre 18 i 24, un 16,4% entre 25 i 44, un 19,4% de 45 a 60 i un 9,7% 65 anys o més.
L'edat mediana era de 20 anys. Per cada 100 dones de 18 o més anys hi havia 92,1 homes.
La renda mediana per habitatge era de 30.833 $ i la renda mediana per família de 30.000 $. Els homes tenien una renda mediana de 31.250 $ mentre que les dones 36.250 $. La renda per capita de la població era de 7.129 $. Entorn del 25% de les famílies i el 23,8% de la població estaven per davall del llindar de pobresa.

## Poblacions properes
El següent diagrama mostra les poblacions més properes.